# نرم‌افزار ام‌اس‌سی
شرکت نرم‌افزاری ام‌اس‌سی (به انگلیسی: MSC Software Corporation) یک شرکت فناوری نرم‌افزار شبیه‌سازی آمریکایی مستقر در نیوپورت بیچ، کالیفرنیا است که در نرم‌افزار شبیه‌سازی تخصص دارد.
در فوریه ۲۰۱۷، این شرکت توسط شرکت فناوری سوئدی هگزاگون به مبلغ ۸۳۴ میلیون دلار خریداری شد. به عنوان یک شرکت تابعه مستقل عمل می‌کند

## تاریخ
شرکت نرم‌افزاری ام اس سی در سال ۱۹۶۳ با نام شرکت مک نیل-شوندلر (MSC) توسط دکتر ریچارد اچ. مک نیل و رابرت شوندلر تشکیل شد. این شرکت اولین نرم‌افزار تحلیل سازه خود را به نام SADSAM (تحلیل ساختاری با شبیه‌سازی دیجیتالی روش‌های آنالوگ) در آن زمان توسعه داد و عمیقاً در تلاش‌های اولیه صنعت هوافضا برای بهبود فناوری تجزیه و تحلیل عناصر محدود اولیه شرکت داشت.
نقطه عطف کلیدی پاسخ به درخواست سال ۱۹۶۵ برای پیشنهاد (RFP) از سوی اداره ملی هوانوردی و فضایی (ناسا) برای یک برنامه تحلیل ساختاری همه منظوره بود که در نهایت به نسترن (تحلیل ساختاری ناسا) تبدیل شد. متعاقباً این شرکت پیشگام بسیاری از فناوری‌هایی بود که اکنون توسط صنعت برای تجزیه و تحلیل و پیش‌بینی تنش و کرنش، لرزش و دینامیک، آکوستیک و آنالیز حرارتی مورد استفاده قرار می‌گیرد. در سال ۱۹۷۱، این شرکت نسخه تجاری Nastran را با نام MSC/Nastran منتشر کرد.
دو سال پس از شروع بازاریابی MSC/Nastran، این شرکت اولین دفتر خارج از کشور خود را در مونیخ آلمان تأسیس کرد. سه سال پس از ورود به اروپا، MSC به سمت شرق حرکت کرد و دفتری در توکیو، ژاپن افتتاح کرد. در سال ۱۹۸۳، MSC اولین شرکت خود را به عنوان یک شرکت سهامی عام آغاز کرد و یک سال بعد سهام به بورس آمریکا مهاجرت کرد. این شرکت در سال ۱۹۹۲ با افزودن یک شرکت تابعه در مسکو، روسیه گسترش یافت. در سال ۱۹۹۵، با افزودن یک دفتر در برزیل، رشد خود را بیشتر گسترش داد. در ژوئن ۱۹۹۹، سهامداران MSC به تغییر نام شرکت به MSC رأی دادند. شرکت نرم‌افزار.
در جولای ۲۰۰۹، نرم‌افزار MSC توسط شرکت سهامی خاص Symphony Technology Group خریداری شد. «نقطه» در سال ۲۰۱۱ از نام شرکت حذف شد و نام شرکت در حال حاضر MSC Software Corporation است.
دفتر مرکزی این شرکت در نیوپورت بیچ، کالیفرنیا قرار دارد و تقریباً ۱۴۰۰ کارمند در ۲۰ کشور جهان مشغول به کار است. درآمد سال ۲۰۱۶ ۲۳۰ میلیون دلار آمریکا بود. در فوریه ۲۰۱۷، این شرکت توسط شرکت خدمات مهندسی سوئدی Hexagon خریداری شد.

## کسب
سپتامبر ۱۹۹۴ - مهندسی PDA
دسامبر ۱۹۹۸ - انقلاب دانش
می ۱۹۹۹ - نرم‌افزار MSC شرکت تحقیقاتی آنالیز MARC را خریداری کرد تا نرم‌افزاری را که طرح‌ها و مواد پیچیده را آزمایش می‌کند اضافه کند.
ژوئن ۱۹۹۹ - یونیورسال آنالیتیکس اینکوریورپشن (UAI)
نوامبر ۱۹۹۹ - شرکت تحقیقاتی تحلیل ساختاری کامپیوتری (CSAR)
می ۲۰۰۱ - شرکت ادونسد اینترپرایز سولوشن. (AES).
مارس 2002 - MSC Software شرکت Mechanical Dynamics را خریداری کرد تا پایگاه مشتریان خود را به بیش از ۱۰۰۰۰ شرکت افزایش دهد.
ژانویه 2008 - MSC Software شرکت تجزیه و تحلیل حرارتی Network Analysis Inc را خریداری کرد تا توانایی خود را برای ارائه خدمات به بازار مدیریت حرارتی تقویت کند.
سپتامبر 2011 - MSC Software شرکت شبیه‌سازی صوتی Free Field Technologies, SA FFT را برای گسترش راه‌حل‌های خود برای شبیه‌سازی آکوستیک خریداری کرد
سپتامبر 2012 - MSC Software شرکت مهندسی e-Xstream رهبر شبیه‌سازی مواد مرکب را خریداری کرد.
فوریه ۲۰۱۵ - نرم‌افزار MSC موفق به کسب رهبر مهندسی Simufact در شبیه‌سازی فرآیندهای شکل دهی و اتصال فلزات شد.
دسامبر 2016 - MSC Software Acquired Software Cradle Co. , Ltd، پیشرو در شبیه‌سازی CFD.
مه 2017 - MSC رهبر شرکت Vires Simulationstechnologie GmbH در شبیه‌سازی خودروهای خودمختار را به دست آورد.